# Pucanganom (Sidoarjo)
Pucanganom is een bestuurslaag in het regentschap Sidoarjo van de provincie Oost-Java, Indonesië. Pucanganom telt 6033 inwoners (volkstelling 2010).